# La Veste rouge
 (août 2013).
 (avril 2018).
La Veste Rouge est un court métrage réalisé par Anne Flandrin en 2003.

## Synopsis
Paul passe des vacances au camping avec sa mère, il a quinze ans et il y a cette fille… 

## Fiche technique
- Durée : 6 minutes
- Scénario : Anne Flandrin d'après un souvenir de Jean-Marie Rouart de l'Académie française.
- Réalisation : Anne Flandrin
- Production : Les Films Sauvages
- Ventes internationales : La Luna Diffusion
- Producteur délégué : Jean-Christophe Soulageon
- Directeur de la photo : Florence Levasseur
- Ingénieurs du son : Laurent Benaïm, David Maillard, François Groult
- Monteur : Gabriel Humeau
- Musique : Framix

## Distribution
- Julien le Gallou
- Zélie Daeron
- Mathilde Mottier

## Diffusion TV
- France 4
- TSR (Télévision Suisse Romande)
- SBS (Australie),
- MultiCanal+ (Espagne)
- RTI (Italie),
- SVT (Suède),
- Egoist TV (Russie)
- TLM

## Festivals
- Mostra International de Sao Paolo (Brésil)[1]
- Festival de Tbilissi (Géorgie)[2]
- Rendez-vous franco-allemand du court-métrage (Strasbourg/Mayence)[3]
- Festival du film d’amour de Mons (Belgique)[4]
- Festival Côté Court (Pantin),
- Festival Court 18 (Paris)
- Festival de Grenoble
- Festival de Saint-Paul-Trois-Châteaux
- Festival Court-toujours de Lyon
- Festival International du Cinéma au Féminin de Bordeaux
- Festival Jean Carmet de Moulins
- Festival de Guindou
- Festival d'Oise (L'Isle-Adam)
- Rencontres cinématographique européenne de Gardanne
- Festival de Dijon
- Festival d'Aigues Mortes

## Distinctions
- Lauréat du Prix de Qualité CNC[réf. nécessaire]